# Henning Fahrenheim
Henning Fahrenheim (* 10. März 1895 in Schwerin; † 18. Mai 1966 in Ulm) war ein deutscher evangelisch-lutherischer Geistlicher. Von 1925 bis 1934 war er Domprediger am Schweriner Dom.

## Leben
Henning Fahrenheim war ein Sohn des Schweriner Rechtsanwalts und Notars Heinrich Fahrenheim. Er besuchte das Gymnasium Fridericianum Schwerin. Von August 1914 bis Dezember 1918 leistete er Kriegsdienst im Ersten Weltkrieg. Danach studierte er Evangelische Theologie an den Universitäten Tübingen, Rostock, Berlin und wieder Rostock. Ab Michaelis 1921 besuchte er das Predigerseminar in Schwerin. Im November 1922 wurde er zum Pastor ordiniert und als Hilfsprediger für Bad Doberan und Althof eingesetzt. Ab Mai 1924 war Pastor für Innere Mission in Rostock. Im Juli 1925 wurde er auf die neugeschaffene Stelle als vierter Domprediger am Schweriner Dom berufen.
Fahrenheim gehörte zu den ersten und schärfsten Kritikern der Machtübernahme der den Nationalsozialisten nahestehenden Deutschen Christen in der Evangelisch-Lutherischen Landeskirche Mecklenburgs. Im Juni 1934 kam es deswegen zum Schweriner Prozess vor einem Sondergericht, in dem Fahrenheim zusammen mit sechs weiteren Pastoren (Gottfried Holtz, Johannes Schwartzkopff, Hans Werner Ohse und Christian Berg aus Boizenburg, Viktor Wittrock aus Schwerin und Walter Pagels aus Rostock) wegen „Herabwürdigung“ des nationalsozialistischen Staates angeklagt war und wegen Verstosses gegen die Heimtückeverordnung zu drei Monaten Haft verurteilt wurde. Im Zuge einer allgemeinen Amnestie wurde die Strafe jedoch erlassen. Fahrenheim wurde aber nach Kastorf (heute Ortsteil von Knorrendorf bei Stavenhagen) zwangsversetzt.
Er war Mitglied des Landesbruderrates der Bekennenden Kirche und Teilnehmer der Bekenntnissynoden 1934 in Barmen (Barmer Erklärung), 1934 in Berlin-Dahlem (Kirchliches Notrecht von Dahlem), 1935 in Augsburg und 1936 in Bad Oeynhausen.
Wegen einer Predigt vom 30. Juni 1940, in der er angeblich die deutsche Wehrmacht beleidigt und herabgewürdigt habe, kam er in längere Gestapo-Haft. Danach beantragte er zum 1. April 1941 seine Versetzung in den Ruhestand. Er ging nach Württemberg und wurde in den Pfarrdienst der Evangelischen Landeskirche in Württemberg übernommen, zunächst als kommissarischer Stellvertreter in Altenmünster. 1946 wurde er regulär Pfarrer in Altenmünster. Im Oktober 1946 berief der Rat der EKD ihn auf Vorschlag von Hans Asmussen zusammen mit Wolfgang Lehmann als theologische Referenten. 1949 ging er als Pfarrer der Martin-Luther-Kirche nach Ulm. 1958 wurde er emeritiert.

## Erinnerung
- Henning-Fahrenheim-Straße in Crailsheim-Altenmünster